# پایتخت (مجموعه تلویزیونی)
پایتخت یک مجموعهٔ تلویزیونی کمدی خانوادگی ایرانی در هفت فصل به کارگردانی سیروس مقدم و تهیه‌کنندگی الهام غفوری است که از شبکه یک صدا و سیما پخش شده است.

## داستان

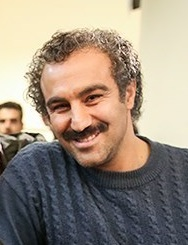
نگاره‌ای از محسن تنابنده در سریال پایتخت در نقش نقی معمولی

### پایتخت ۱ (۱۳۹۰)
فصل اول مجموعه ماجرای خانوادهٔ «نقی معمولی» را روایت می‌کند که تصمیم می‌گیرند از علی‌آباد به تهران کوچ کنند؛ اما پس از ورود به تهران با مشکلات زیادی مواجه می‌شوند … صاحبخانه می‌میرد و وراث حاضر به تحویل خانه نمی‌شوند، بدین ترتیب در پی مشکلاتی که در تهران برای آنها پیش می‌آید مجبور می‌شوند مدتی را در کامیون ارسطو (احمد مهران‌فر) زندگی کنند…

### پایتخت ۲ (۱۳۹۲)
نقی در گنبد و گلدسته سازی کار می‌کند و با کامیون ارسطو از طرف محل کارش، مسئول می‌شود یک گنبد و گلدسته را به روستایی در جزیره قشم ببرند. او با خانواده‌اش به همراه سرپرست بار راهی تهران می‌شوند تا گنبد و گلدسته را به صاحبش که در خانه سالمندان زندگی می‌کند نشان دهند و بعد به طرف مکان نصب بروند. در این بین اتفاقات جالبی از جمله مسابقه تلفنی، گیر افتادن در رستوران، یدک کشیدن خودرو مسئولان شورا و عاشق شدن ارسطو رخ می‌دهد…

### پایتخت ۳ (۱۳۹۳)
ارسطو برای سومین بار عاشق شده است و قصد برپایی مراسم عروسی دارد. نقی که در حال ساخت خانه خود است، این مراسم را در همان خانه نیمه‌کاره برگزار می‌کند و شام مراسم را هم هما به عهده می‌گیرد. اوس موسی (معمار مشهدی ساختمان) به نقی اصرار می‌کند تا ستونی را برای استحکام بیشتر، وسط خانه تعبیه کند ولی نقی قبول نمی‌کند. مراسم برگزار می‌شود و بعد از شام هنگامی‌که همه مشغول رقص و پایکوبی در طبقه دوم هستند ساختمان فرو می‌ریزد و همه مصدوم می‌شوند. چند هفته از این ماجرا می‌گذرد و نقی در خانه خواهرش فهیمه سکونت دارد و با ارسطو قهر کرده است. بهبود همسر فهیمه (مهران احمدی) که جنگلبان است به گفته خودش در راه نجات جان پلنگ مازندران از دست شکارچی‌ها با برخورد تیر به لگنش جانفشانی کرده است و این قصه را همیشه با آب و تاب فراوان تعریف می‌کند. نقی که چند وقتی است بیکار شده تصمیم می‌گیرد در مسابقات کشتی پیشکسوتان شرکت کند…

### پایتخت ۴ (۱۳۹۴)
هما سعادت در انتخابات شورای شهر رأی می‌آورد و طرفداران او در منزلشان جمع می‌شوند. همسر چینی ارسطو در سانحه هوایی جان خودش را از دست داده و این مسئله موجب شده تا کام ارسطو هر روز تلخ و تلخ‌تر بشود.
نقی از همسرش درخواست می‌کند تا برای ساخت خانه فهیمه (خواهر نقی) مجوز بگیرد اما او این کار را خلاف می‌داند و به هیچ وجه زیر بار نمی‌رود. نقی به همراه اقوام و خویشانش و کمک اوس موسی دست به کار می‌شوند و خانه فهیمه را به‌طور پنهانی با آوردن مصالح از راه و بیراه می‌سازند… در این بین، ماجراهایی از جمله ازدواج بابا پنجعلی، دعوای نقی و هما و حضور بهبود در آفریقا اتفاق می‌افتد…

### پایتخت ۵ (۱۳۹۷)
ارسطو خودرویی گران‌قیمت می‌خرد و خانواده را برای سور دادن به گردش می‌برد امّا در میانهٔ راه، ماشین چپ می‌کند و در رودخانه می‌افتد. خانواده نقی معمولی بر اثر این حادثه، صدمات شدیدی دیده‌اند و همین موضوع منجر به کدورت و قطع ارتباط نقی با ارسطو شده است. پس از مدتی، نقی به‌خیال گرفتن مجوز داوری کشتی و عوض شدن روحیه، با خانواده اش عازم ترکیه می‌شود. اما هنوز پایش به ترکیه نرسیده درمیابد که این سفر نقشه ارسطو به منظور برای استفاده کردن از گذرنامه‌های آنها به قصد آوردن لباس از ترکیه بوده است. این موضوع باعث تنش مجدد میان نقی و ارسطو می‌شود. این تنش‌ها با موضوع خواستگاری رحمت در بالنی که آنها در ترکیه سوار می‌شوند به اوج خود می‌رسد. در این میان مسئول هدایت بالن بر اثر مصرف مشروبات الکلی سکته کرده و بالن از مدیریت خارج شده و به سمت سوریه و جبههٔ داعش می‌رود…

### پایتخت ۶ (۱۳۹۹)
قصهٔ مجموعه «پایتخت ۶» با فوت باباپنجعلی و اهدای اعضای بدن او آغاز می‌شود. بهبود فریبا پس از سال‌ها به ایران بازمی‌گردد اما ماجراهایی برایش پیش می‌آید که فهیمه را از شوهرش دلسرد می‌کند. بهبود در این فصل به بیماری سندرم دست بی‌قرار مبتلا است. بهتاش که در فصل ۵ بیکار و آس و پاس بود، حالا دروازه‌بان باشگاه فوتبال نساجی مازندران شده است و به بازیکن فوتبال پیتر چک علاقه دارد و نقی معمولی هم سیاسی شده و راننده و محافظ شخصی نمایندهٔ مجلس است. هما همسر نقی هم گویندهٔ اخبار شده است. ارسطو با فردی به اسم کاووس ناخواسته وارد فروش مواد مخدر می‌شود و از خودرو نقی که رانندهٔ نمایندهٔ مجلس است، برای جابه‌جایی مواد استفاده می‌کند و در این بین…

### پایتخت ۷ (۱۴۰۴)
در این فصل، سارا و نیکا در آستانه ازدواج هستند و نقی برای ازدواجشان شرایط سختی در نظر گرفته است. از سوی دیگر، ارسطو یک کمپر خریده و با شهربانو تقی‌پور (شری) ازدواج کرده است و او در کمپر برای معرفی همسرش میهمانی می‌گیرد. همزمان یک شهاب سنگ نیز جلوی چشم رحمت، در خانه فهیمه سقوط می‌کند. ارسطو، همسرش و رحمت با پنهان کردن این موضوع از نقی، قصد فروش سنگ سقوط کرده را دارند و در این میان، ماجراهای دیگری از قبیل ابتلای بهتاش به بیماری میمونی، زمین‌دار شدن نقی، علاقه مجدد رحمت به فهیمه و جنجال‌های کمونیسم بودن پدر شوهر نیکا برای خانواده معمولی و اطرافیانشان رخ می‌دهد. یکی از مهم‌ترین حواشی سریال پایتخت ۷، حذف بازیگران شخصیت های سارا و نیکا فرقانی اصل (دوقلوهای خانواده معمولی) و بازی دو بازیگر جدید  به جای آن هاست.

## تولید

### نامگذاری
مقدم با اشاره به علت نامگذاری این مجموعه به نام «پایتخت» و نحوهٔ دنباله‌دار کردن داستان گفت: «به‌دلیل این‌که خانوادهٔ ما از یک شهر دیگری وارد تهران، پایتخت ایران می‌شوند و دچار یک‌سری معضلات می‌شوند پایتخت نام گرفت و این اسم هم روی آن ماند، حتی در سری چهارم که ممکنه قصه‌اش به تهران هم کشیده نشود، ولی به هرحال مردم این مجموعه را به نام پایتخت می‌شناسند.»

### نویسندگان
محسن تنابنده طراح و سرپرست نویسندگان مجموعه پایتخت بوده و فیلم‌نامه هر فصل از این مجموعه را با همکاری یک یا چند نویسنده نوشته است.
- پایتخت ۱: خشایار الوند و امیرحسین قاسمی
- پایتخت ۲: حسن وارسته و کوروش نریمانی
- پایتخت ۳: خشایار الوند و حسن وارسته
- پایتخت ۴: خشایار الوند و حسن وارسته
- پایتخت ۵: خشایار الوند و امیرحسین قاسمی
- پایتخت ۶: آرش عباسی و محمد تنابنده
- پایتخت ۷: آرش عباسی

### مکان‌های فیلمبرداری

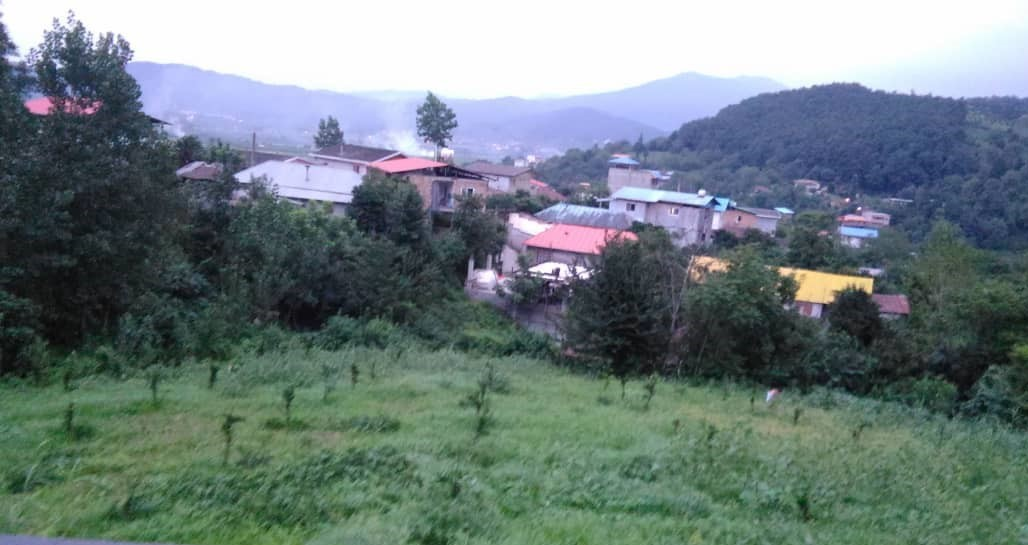
تصویری از شیرگاه

این مجموعه اکثراً در شیرگاه فیلم‌برداری شده است. تهران، ساری و قائم‌شهر از دیگر نقاطی‌است که این مجموعه در آن فیلم‌برداری شده. همچنین قسمت‌هایی از فصل دوم در جزیره قشم و پنجم در آنتالیا (ترکیه) فیلم‌برداری شده و قسمت‌های سوریه در فصل پنجم نیز در شهرک دفاع مقدس فیلم‌برداری شده‌اند. قسمت‌هایی از فصل هفتم نیز در مشهد فیلم‌برداری شده است.

## پخش
فصل اول پایتخت در نوروز ۱۳۹۰ از شبکه ۱ سیما پخش شده است. در نوروز سال ۱۳۹۲ فصل دوم این مجموعه پخش شد. پایتخت ۳ در نوروز ۱۳۹۳ و پایتخت ۴ در رمضان ۱۳۹۴، پایتخت ۵ در نوروز سال ۱۳۹۷ و پایتخت ۶ در نوروز سال ۱۳۹۹ پخش شد. پخش قسمت‌های پایانی پایتخت ۶ به دلیل همه‌گیری کووید-۱۹ در ایران به تعویق افتاد و در روزهای پایانی اسفند ۱۳۹۹ پخش شد. پایتخت ۷ در نوروز ۱۴۰۴ مصادف با ماه رمضان پخش شد. همچنین این سریال بارها در شبکه‌ای مختلف صدا و سیما از جمله شبکه آی فیلم و تماشا بازپخش شده است.
| فصل | قسمت‌ها  | اولین انتشار       | نویسندگان                   | شبکه        |
| --- | ------- | ------------------ | --------------------------- | ----------- |
| ۱   | ۱۵ قسمت | نوروز ۱۳۹۰         | خشایار الوند امیرحسین قاسمی | شبکه ۱ سیما |
| ۲   | ۱۵ قسمت | نوروز ۱۳۹۲         | حسن وارسته کوروش نریمانی    | شبکه ۱ سیما |
| ۳   | ۱۵ قسمت | نوروز ۱۳۹۳         | خشایار الوند حسن وارسته     | شبکه ۱ سیما |
| ۴   | ۲۲ قسمت | رمضان ۱۳۹۴         | خشایار الوند حسن وارسته     | شبکه ۱ سیما |
| ۵   | ۱۸ قسمت | نوروز ۱۳۹۷         | خشایار الوند امیرحسین قاسمی | شبکه ۱ سیما |
| ۶   | ۱۷ قسمت | نوروز ۱۳۹۹         | آرش عباسی محمد تنابنده      | شبکه ۱ سیما |
| ۷   | ۲۲ قسمت | رمضان و نوروز ۱۴۰۴ | آرش عباسی                   | شبکه ۱ سیما |

## بازیگران
| بازیگر            | نقش                                              | فصل   | فصل   | فصل   | فصل   | فصل   | فصل   | فصل  |
| بازیگر            | نقش                                              | ۱     | ۲     | ۳     | ۴     | ۵     | ۶     | ۷    |
| ----------------- | ------------------------------------------------ | ----- | ----- | ----- | ----- | ----- | ----- | ---- |
| محسن تنابنده      | نقی معمولی                                       | اصلی  | اصلی  | اصلی  | اصلی  | اصلی  | اصلی  | اصلی |
| ریما رامین‌فر      | هما سعادت                                        | اصلی  | اصلی  | اصلی  | اصلی  | اصلی  | اصلی  | اصلی |
| احمد مهران‌فر      | ارسطو عامل                                       | اصلی  | اصلی  | اصلی  | اصلی  | اصلی  | اصلی  | اصلی |
| علیرضا خمسه       | پنجعلی معمولی                                    | اصلی  | اصلی  | اصلی  | اصلی  | اصلی  |       |      |
| سارا فرقانی‌اصل    | سارا معمولی                                      | اصلی  | اصلی  | اصلی  | اصلی  | اصلی  | اصلی  |      |
| سنا حسینی         | سارا معمولی                                      |       |       |       |       |       |       | اصلی |
| نیکا فرقانی‌اصل    | نیکا معمولی                                      | اصلی  | اصلی  | اصلی  | اصلی  | اصلی  | اصلی  |      |
| سونیا حسینی       | نیکا معمولی                                      |       |       |       |       |       |       | اصلی |
| نسرین نصرتی       | فهیمه معمولی                                     |       | مهمان | اصلی  | اصلی  | اصلی  | اصلی  | اصلی |
| مهران احمدی       | بهبود فریبا                                      |       | مهمان | اصلی  |       |       | اصلی  |      |
| بهرام افشاری      | شیرافکن فریبا/ بهتاش فریبا                       |       | مهمان |       |       | اصلی  | اصلی  | اصلی |
| هومن حاجی‌عبداللهی | رحمت امینی شالیکار هزارجریبی                     |       | مهمان | اصلی  | اصلی  | اصلی  | اصلی  | اصلی |
| مجتبی بلال‌حبشی    | رحمان امینی شالیکار هزارجریبی                    |       |       | مهمان | اصلی  | اصلی  | اصلی  | اصلی |
| مصطفی بلال‌حبشی    | رحیم امینی شالیکار هزارجریبی                     |       |       | مهمان | اصلی  | اصلی  | اصلی  | اصلی |
| سکینه شفافی       | عسل جویباری/مادر ارسطو، خاله نقی                 |       | مهمان | مهمان | اصلی  | مهمان | اصلی  |      |
| سلمان خطی         | تقی معمولی                                       |       | مهمان | مهمان | اصلی  | اصلی  | اصلی  | اصلی |
| آتیه جاوید        | جمیله / مهری (همسر هادی سعادت)                   | مهمان |       |       |       |       | اصلی  | اصلی |
| ابوالفضل رجبی     | بهروز فریبا                                      |       |       |       |       |       | اصلی  |      |
| علی امین حسنی     | بهروز فریبا                                      |       |       |       |       |       |       | اصلی |
| سمیرا حسن‌پور      | گلرخ شقایقی                                      | اصلی  |       |       |       |       |       |      |
| لیندا کیانی       | شعله فدوی                                        |       | اصلی  |       |       |       |       |      |
| منگ هان ژانگ      | چو چانگ (راحله چانگ)                             |       |       | اصلی  | اصلی  |       |       |      |
| شیوا مکی نیان     | شهربانو تقی‌پور (شری)                             |       |       |       |       |       |       | اصلی |
| هدایت هاشمی       | اوس موسی                                         |       |       | اصلی  | اصلی  |       |       | اصلی |
| پژمان بازغی       | پلیس                                             | مهمان |       |       |       |       |       |      |
| مریم خدارحمی      | همسر پلیس                                        | مهمان |       |       |       |       |       |      |
| حسین مهری         | شاگرد آشپزخانه                                   | مهمان |       |       |       |       |       |      |
| آرش نوذری         | هادی سعادت                                       | مهمان |       |       |       |       |       |      |
| پوریا پورسرخ      | مسعود کبیری                                      | مهمان |       |       |       |       |       |      |
| مجید واشقانی      | سیامک (برادرزن مسعود کبیری)                      | مهمان |       |       |       |       |       |      |
| بهرام مشتاقی      | بهرام مشتاقی (سرمربی تیم پیشکسوتان و نقی معمولی) |       |       | مهمان |       |       |       |      |
| محمدرضا علیمردانی | عبدالفتاح بائو                                   |       |       |       | اصلی  |       |       |      |
| محیا دهقانی       | سوسن                                             |       |       |       | اصلی  |       |       |      |
| عطا صفرپور        | رجب سوادکوهی (مرده شور)                          |       |       |       | مهمان |       |       |      |
| نیلوفر رجایی‌فر    | الیزابت                                          |       |       |       |       | اصلی  |       |      |
| امیر کسارنژاد     | دکتر/داعش                                        |       |       |       |       | مهمان |       |      |
| عارفه معماریان    | طاهره (دختر محمود نقاش)                          |       |       |       |       |       | اصلی  |      |
| وحید قاضی‌زاهدی    | کاووس                                            |       |       |       |       |       | اصلی  |      |
| امیر سیدزاده      | مالکی                                            |       |       |       |       |       | اصلی  |      |
| محمدرضا عقدایی    | ناخدا/مرد سوریه ای                               |       |       |       |       | مهمان |       |      |
| غلام‌علی رضایی     |                                                  |       |       |       |       |       | مهمان |      |
| خسرو امیرصادقی    | آقای بیاتی                                       |       |       |       |       | مهمان | مهمان |      |
| عاطفه باقری       | افشین خانم/خانم بیاتی                            |       |       |       | اصلی  | اصلی  | اصلی  |      |
| امیر جعفری        | امیر جعفری                                       |       | مهمان |       |       |       |       |      |
| عباس جدیدی        | عباس جدیدی                                       |       |       | مهمان |       |       |       |      |
| جواد خیابانی      | جواد خیابانی                                     |       |       | مهمان |       |       | مهمان |      |
| محمدرضا حیاتی     | محمدرضا حیاتی                                    |       |       |       |       |       | مهمان |      |
| بهنام بانی        | بهنام بانی                                       |       |       |       |       |       | مهمان |      |
| محمدرضا مهاجری    | محمدرضا مهاجری                                   |       |       |       |       |       | مهمان |      |
| علیرضا حقیقی      | علیرضا حقیقی                                     |       |       |       |       |       | مهمان |      |
| کیانوش گرامی      | آقای ارمنده (بنگاهی)                             | مهمان |       |       |       |       |       |      |
| حسین توشه         | منوچهر (پسر بزرگ شهشهانی)                        | مهمان |       |       |       |       |       |      |
| فرهاد بشارتی      | محمود (پسر کوچک شهشهانی)                         | مهمان |       |       |       |       |       |      |
| نعیمه نظام‌دوست    | ماندانا (دختر کوچک شهشهانی)                      | مهمان |       |       |       |       |       |      |
| خسرو احمدی        | ناصر (داماد شهشهانی)                             | مهمان |       |       |       |       |       |      |
| رضا بنفشه‌خواه     | امانی (داماد شهشهانی)                            | مهمان |       |       |       |       |       |      |
| داریوش سلیمی      | برادرزن صمد                                      | مهمان |       |       |       |       |       |      |
| مهدی محمدزاده     | صمد شقایقی                                       | مهمان |       |       |       |       |       |      |
| داوود ذادق‌آبادی   | مواد فروش                                        | مهمان |       |       |       |       |       |      |
| آزیتا لاچینی      | دختر بزرگ شهشهانی                                | مهمان |       |       |       |       |       |      |
| افشین سنگ‌چاپ      | راننده خاور                                      | مهمان |       |       |       |       |       |      |
| امیر آتشانی       | قهرمان دست‌کج                                     | مهمان |       |       |       |       |       |      |
| ساقی زینتی        | زن قهرمان دست‌کج                                  | مهمان |       |       |       |       |       |      |
| علی سلیمانی       | آخوند                                            |       |       |       | مهمان |       |       |      |
| سید علی صالحی     | کمک مربی کشتی                                    |       |       | مهمان |       |       |       |      |
| علیرضا درویش      | رمضون شریک ارسطو                                 |       |       | مهمان |       |       |       |      |
| پروین میکده       | پیرزن ساکن خانه سالمندان                         |       | مهمان |       |       |       |       |      |
| مونا فرجاد        | مامور بهداشت                                     |       | مهمان |       |       |       |       |      |
| مجید بهرامی       | قباد                                             |       | مهمان |       |       |       |       |      |
| عزت‌الله رمضانی‌فر  | عضو شورا                                         |       | مهمان |       |       |       |       |      |
| اسماعیل سلطانیان  | رئیس شورا                                        |       | مهمان |       |       |       |       |      |
| حسین محب اهری     | دایی صفر                                         |       | مهمان |       |       |       |       |      |
| رابعه مدنی        | پیرزن ساکن خانه سالمندان                         |       | مهمان |       |       |       |       |      |
| مهدی دانایی‌فر     | فروشنده کلیه                                     |       | مهمان |       |       |       |       |      |
| بهمن هاشمی        | بهمن هاشمی (مجری مسابقه)                         |       | مهمان |       |       |       |       |      |
| اردشیر کاظمی      | پیرمرد ساکن خانه سالمندان                        |       | مهمان |       |       |       |       |      |

## شخصیت‌ها
- نقی معمولی با بازی محسن تنابنده نام شخصیت اصلی مجموعه‌های تلویزیونی پایتخت است که از شبکه ۱ سیما پخش شده است. محسن تنابنده اظهار داشته که شخصیت نقی معمولی را با برداشت از خلق و خوی و شخصیت پسرخاله‌اش بازی کرده است. وی همچنین افزود که خانواده خاله وی اهل بندرگز استان گلستان بوده و تنابنده با فرهنگ و گویش مازندرانی به‌ویژه اهالی استان گلستان آشنایی داشته است[۱۲]. «فدایی داری» (با خوشحالی و برای تشکر)، «بی‌تربیت» (معمولاً با لحن عصبی) و جملاتی نظیر «مگه میشه؟، مگه داریم» و «دست بندازم این دهنه ره جر بدم» از تکیه کلام‌های نقی معمولی است. ظاهر او با موهای فر و سبیل کامل می‌شود. غیرت و خانواده‌دوستی از صفات بارز نقی است. نشریهٔ دنیای تصویر نقش نقی معمولی را به‌عنوان یکی از ۱۰۰ نقش ماندگار تاریخ سینما و تلویزیون ایران انتخاب کرد.[۱۳]

- ارسطو عامل با بازی احمد مهران‌فر شخصیتی مخاطب پسند و با لهجه خاص خودش هر مخاطبی را جذب می‌کند؛ از جمله جذابیت او جروبحث‌هایی است که با نقی دارد. او با یک زن چینی به نام «چو چانگ» (با نام اسلامی راحله چانگ) ازدواج کرد اما زن او در پایتخت ۴ با سقوط هواپیما فوت کرد. از تکیه کلام‌های او می‌توان به موارد زیر اشاره کرد: «آخ آخ آخ»، «آقا!، آقا!» «حساس نشو حساس نشو»، «وات تو دو وات نات تو دو (به انگلیسی: What to do, what not to do)»، «فدای تو بشم من»، و «آی لاو یو داری پسر» و «پیرمرد پرحاشیه (خطاب به پنجعلی)» و همچنین جمله‌ای نظیر «چرا بچه مچه حرف می‌زنی تو؟» از تکیه‌کلام‌های ارسطو عامل است. دیالوگی از ارسطو عامل در فصل اول این سریال که بسیار مورد توجه قرار گرفت مربوط به سکانسی است که ارسطو برای ابراز علاقه به گلرخ از کلمه «تحت تأثیر» استفاده کرده است. همچنین در فصل ۶ دیگران را با عنوان «گُل» مورد خطاب می‌کرد. از دیگر دیالوگ‌های او که در فصل ۶ به کار رفته: «اسکندر زمانی»، «یه لقمه نون بربری من بخورم یا اکبری»، «گل فرمایش کردی»، «لعنت به قفس، لعنت به دیوار»، «من حبس کشیده‌ام» است. ارسطو در فصل ۷ یک اتوبوس کمپر خریداری کرده و به گفته خودش بسیاری از بازیگران مطرح ایرانی برای اجاره کمپر با او قرارداد بسته‌اند. او در طی یک مسافرت با زنی فضانورد به نام «شهربانو تقی‌پور» (معروف به شِری) آشنا شد و ازدواج کرد. از تکیه کلام‌های معروف وی در این فصل می‌توان به «صفا باشه، عشق باشه، معرفت باشه» و «کم‌عقل» (معمولاً با لحن عصبی) اشاره کرد.

- هما سعادت با بازی ریما رامین‌فر یکی از شخصیت‌های اصلی مجموعه است که نقش همسر نقی معمولی را اجرا می‌کند. از ویژگی‌های او می‌توان به اعتماد به نفس بالا و پشتیبانی از خانواده اشاره کرد. او در فصل ۴ به شورای شهر پیوست اما در فصل ۵ به دلیل تصادف و تأثیرات آن بر اعصاب، از شورای شهر بیرون آمد. در فصل ۶ او شغل جدیدی پیدا کرد و گویندهٔ اخبار شبکه مازندران شد. هما و نقی در فصل ۷ سرپرستی یک پسربچه به نام «سالار» را به عهده گرفتند.
- باباپنجعلی با بازی علیرضا خمسه یکی از شخصیت‌های اصلی مجموعه پایتخت است. باباپنجعلی پدر نقی معمولی و دچار بیماری آلزایمر است. از تکیه‌کلام‌های او می‌توان به «شما حرف نزن»، «بخوابونم دهنش»، «نقی، ناهار نخردمه»، «صَدّامه؟»، «اَلِکی میگه»، «بوریم علی‌آباد»، «منم میام»، «عباس معصومیه؟» و «هندلگیه!؟» شاره کرد. باباپنجعلی در فصل ششم سریال سر میز صبحانه لقمه در گلویش گیر کرد و درگذشت ولی خانوادهٔ معمولی به همه گفتند که او سکتهٔ مغزی کرده است.

- بهتاش فریبا با بازی بهرام افشاری یکی از شخصیت‌های محبوب پایتخت است. بهتاش فریبا دروازه‌بان چهارم باشگاه فوتبال نساجی مازندران و پسر بهبود فریبا و فهیمه معمولی است. بهتاش فریبا در بیشتر اوقات، مخالف دایی خود یعنی نقی معمولی است و در همه مباحث با او جروبحث دارد. او همچنین به‌شدت علاقه‌مند به پدر و مادرش است. «اَی خِدااا»، «وِل هَکِن»، «من دیگه رد دادم» و «من پِتِر چِکِ ایرانم»، «بششین»، «چی چی بَیِه» «مِرِه نِش ایجوریمه، من یَلی بیمه من جنگی بیمه من گَنگِسر بیمه» (معمولاً با لحن عصبانی) از تکیه‌کلام‌های اوست. اولین حضور این شخصیت در پایتخت ۵ بود اما در فصل‌های قبلی به او اشاره شده بود. بهتاش در فصل ۷ به دلیل مراقبت از یک میمون بیمار آزمایشگاهی به یک بیماری عجیب مبتلا شد و ظاهر و خصوصیاتش مانند میمون‌ها شد.[۱۴]
  - همچنین بهرام افشاری نقش شیرافکن فریبا که برادر بهبود و عموی بهتاش و بهروز است را در فصل دوم بازی کرده است.

- بهبود فریبا با بازی مهران احمدی که داماد نقی، پدر بهتاش و بهروز و شوهر فهیمه معمولی است. وی محیط‌بان است. او برای مأموریت به آفریقا رفت اما به دست دزدان دریایی سومالی گروگان گرفته شد و درحالی‌که خانواده معمولی تصور داشتند او در آفریقا بر اثر بیماری ابولا فوت شده اما در فصل ۶ با بیماری سندرم دست بیگانه (سانسور شده به دست بی‌قرار) به ایران بازگشت. و سرانجام در فصل ۷ مشخص شد که بهبود از دنیا رفته است. از تکیه‌کلام‌های او می‌توان به «آقا» (با لهجه مازندرانی) و «در اصل» (معمولاً در آخر جملات با لهجه مازندرانی) اشاره کرد.

- فهیمه معمولی با بازی نسرین نصرتی دختر پنجعلی معمولی، خواهر نقی و تقی معمولی، همسر بهبود فریبا، مادر بهتاش و بهروز و آرایشگر زنان است. فهیمه در فصل ۷ پس از مرگ بهبود با رحمت ازدواج کرد. تیکه کلام او «چقدر بدبختم من» و خطاب قرار دادن دیگران با عنوان «آقا» و «خانوم» است. او همچنین وقتی که می‌ترسد کلمه «ووویی» را می‌گوید.

- رحمت‌الله امینی شالیکار هزارجریبی با بازی هومن حاجی‌عبداللهی از شخصیت‌های برجسته و محبوب مجموعه پایتخت است. رحمت دارای سه برادر به نام‌های رحمان و رحیم و رامین است و یک خواهر هم دارد. نقی معمولی معمولاً او را «رحمت خروس باز» و «رحمت شاسی» و «رحمت دست قیچی» نیز خطاب می‌کنند. او قبلاً عاشق سوسن بود، اما بعد به فهمیه علاقه پیدا کرد و آن دو تصمیم داشتند ازدواج کنند که بهبود بازگشت و ازدواج آن‌ها به هم خورد؛ ولی بعد با خانم بیاتی (عاطی) ازدواج کرد و از او صاحب ۳ پسر به نام‌های رادمهر، شادمهر و قدیر شد. رحمت آرایشگر است و دارای آرایشگاهی با نام «فرهمند» است. در فصل ۷ مشخص شد که رحمت از همسرش جدا شده و برای پرداخت مهریه آریشگاهش را فروخته و اکنون آرایشگر سیار (آنلاین) است. پس از مرگ بهبود او دوباره خواستار ازدواج با فهیمه شد و در نهایت آن دو در مشهد با یکدیگر ازدواج کردند.

- سارا و نیکا معمولی خواهران دوقلو و دختران نقی معمولی و هما سعادت هستند. سارا فرقانی‌اصل و نیکا فرقانی‌اصل نقش این دو خواهر را از فصل ۱ تا ۶ و سنا حسینی و سونیا حسینی نقش این دو خواهر را در فصل ۷ بازی کرده‌اند. ارسطو در فصل سوم این دو خواهر را دوقلوهای افسانه‌ای خطاب کرده است. در فصل ۷ نیکا مهماندار هواپیمای مسافربری است و با یک تاجر تاجیکستانی به نام دولت نامزد شده، سارا نیز دانشجو است و عاشق یکی از هم‌کلاسی‌هایش، پسری مخترع به نام ارشاد شده و قرار است با یکدیگر نامزد شوند.[۱۵]

- بهروز فریبا که پسر فهیمه معمولی و بهبود فریبا و برادر بهتاش فریبا است. او پسر کوچک خانوادهٔ فریبا است. در فصل سوم، فهیمه بهروز را حامله بود. در فصل چهارم، بهروز نوزاد به تصویر کشیده شده است. در فصل پنجم نیز بهروز کودک حضور دارد. در فصل ششم اما ابوالفضل رجبی بهروز نوجوان را با ابروهای پیوسته به تصویر کشید که باعث محبوبیت این شخصیت شد. احترام نگذاشتن به بزرگ‌ترها و حمله کردن به سارا و نیکا از خصوصیات این شخصیت است. علی‌امین حسنی در فصل هفتم ایفاگر نقش بهروز ۱۹ ساله است و قرار است بخاطر هیکل درشت و تنومندش به عنوان بادیگارد یکی از مسئولین استخدام شود. او نسبت به رحمت بسیار حساس است.
- تقی معمولی که برادر نقی معمولی و فهیمه معمولی است. نقش تقی را سلمان خطی بازی کرده است. جمیله همسر تقی است.
- جمیله گیلانی که همسر تقی معمولی است و توسط آتیه جاوید ایفا شده است. این شخصیت اصالتاً اهل گیلان است و بهتاش فریبا او را ترمیناتور خطاب می‌کند. جمیله اغلب تقی را کتک می‌زند.
- رحمان و رحیم امینی شالیکار هزارجریبی که برادران دوقلوی رحمت امینی هستند. نقش این دو را مجتبی بلال‌حبشی / مصطفی بلال‌حبشی بازی می‌کنند. رحمان و رحیم به خوانندگی علاقه دارند و گیتار می‌زنند و می‌خوانند. رحمت در فصل پنجم می‌خواست رحمان و رحیم با سارا و نیکا ازدواج کنند اما هما و نقی کاملاً با این ازدواج مخالف بودند و با رحمت برخورد کردند. در فصل هفتم رحمان و رحیم یک کارواش دارند و در آن مشغول به کار هستند. از طرفی رحیم خواستار ازدواج با سارا است اما سارا علاقه‌ای به او ندارد.
- اوس موسی با بازی هدایت هاشمی که بنّا است. وی در فصل سوم، ساختمان نقی را می‌ساخت اما به اصرار نقی یک ستون مهم خانه را حذف کرد و همین باعث خراب شدن خانه و شکستن دست‌های اوس موسی شد. در فصل چهارم نیز اوس موسی در وسط مجموعه اضافه شد و در ساخت خانهٔ غیرقانونی به ارسطو و نقی کمک می‌کرد اما در نهایت آن خانه تخریب شد. در فصل پنجم نیز با تماس تلفنی به نقی باعث لو رفتن نقی و کشته شدن مرد سوریه‌ای که همراه آن‌ها بود توسط نیروهای داعش شد. این شخصیت در فصل هفتم حضور دارد و برای تعمیر سقف خانه فهیمه به منزل نقی میآید و بعداً هنگامی که نقی و خانواده‌اش به مشهد سفر می‌کنند او آنها را به خانه خود میاورد. اوس موسی شش پسر به نام‌های محمدجواد، محمدجعفر، محمدصادق، محمدحسن، محمدطاها، محمدرضا و یک دختر به نام فاطمه دارد.
- شهربانو تقی‌پور (شِری) با بازی شیوا مکی‌نیان اصالتاً اهل اصفهان و همسر دوم ارسطو. او در یک مسافرت با ارسطو آشنا شد و ازدواج کرد. او فضانورد است و به گفته خودش از بین ۳۲۰ هزار نفر برای رفتن به مریخ انتخاب شد اما بعداً مشخص شد که سفرش لغو شده است. اولین حضور این شخصیت در پایتخت ۷ بود.
- چو چانگ (راحله چانگ) همسر چینی ارسطو که منگ هان ژانگ نقش او را بازی کرد. وی در نهایت به‌خاطر سقوط هواپیما کشته شد. از خصوصیات او می‌توان علاقه داشتن به غافلگیر کردن دیگران دانست.
- طاهره دختر محمود نقاش که گرچه فقط در فصل ششم با بازی عارفه معماریان حضور دارد، اما در تمام فصول به او اشاره شده است. او قبلاً همسایه نقی بوده و نقی قبل از هما خواستگار وی بوده است. در فصل ششم ارسطو می‌خواست با او ازدواج کند اما مادر ارسطو ازدواج آن‌ها را به هم ریخت.
- عسل خاله با بازی سکینه خاتون شفافی مادر ارسطو است. او در فصل چهارم به علی‌آباد آمد و مدتی در خانه ارسطو ماندگار شد. او در فصل‌های ۵ و ۶ پیش خواهر ارسطو یعنی پرستو بود اما در دو قسمت آخر پایتخت ۶ به علی‌آباد برگشته و مانع ازدواج ارسطو با طاهره شده بود.
- سالار معمولی با بازی مهدی‌یار کلایی که اولین بار در پایتخت ۷ ظاهر شد. پسربچه‌ای از اقوام دور نقی که پدر و مادرش را به دلیل ویروس کرونا از دست داد و نقی و هما او را به فرزندی قبول کردند. او به دلیل داشتن چهره‌ای شیرین و موهای فر معروف است.

## حذف شدن شخصیت‌ها

### پنجعلی معمولی
به گفتهٔ عوامل سریال و علیرضا خمسه دلیل حذف بابا پنجعلی از سریال، آلزایمر زیاد و بیش از حد شخصیت بوده است زیرا استفاده از این شخصیت بسیار محدود می‌شد. همچنین کارگردان سریال در این باره گفته است که به این شخصیت در پنج فصل به اندازه کافی پرداخته شده است و دلیلی برای ادامه دادن شخصیت نیست. گرچه در ابتدا خشایار الوند می‌خواست از روح بابا پنجعلی در فصل ششم استفاده کند اما محسن تنابنده نظرش این بود که این شخصیت در فصل ششم حضور نداشته باشد. سرانجام با از دنیا رفتن خشایار الوند و گفتگو بین علیرضا خمسه و عوامل مجموعه، تصمیم گرفتند که این شخصیت را حذف کنند و از مرگ او موقعیت‌های خنده‌دار خلق کنند.

### سارا و نیکا
در آذر ۱۳۹۹، اخباری تأیید نشده از ممنوعیت حضور «سارا و نیکا» در برخی رسانه‌ها، از جمله ایسنا و همشهری‌آنلاین منتشر شد که آنان در فصل جدید حذف شده‌اند. ایسنا نوشت «حذف نقش سارا و نیکا و بازگشت نقش بابا پنجعلی با بازی علیرضا خمسه، مهم‌ترین تغییراتی است که در همین گمانه‌زنی‌ها برای فصل هفتم از سریال پایتخت برشمرده می‌شود.». مهران احمدی و بهرام افشاری به این موضوع واکنش نشان دادند. برخی معتقدند که علت حذف این بازیگران، لو رفتن فیلم‌های خصوصی آنان در استخر است.

## سانسورها
سانسورهایی در این سریال وجود داشت که مورد اعتراض عوامل سریال قرار گرفت. اوج سانسورها در فصل پنجم و به خصوص فصل ششم بود.
- محسن تنابنده پس از سانسور فصل ششم گفت:[۱۹] «میان پایتخت ما و پایتختی که شما می‌بینید از زمین تا آسمان فاصله است.»
- همچنین احمد مهران‌فر نیز با ارسال متن دیالوگ‌هایی که در قسمت هشتم، فصل ششم بود، گفت:[۱۹] «نگران نباشید حال ارسطو خوب میشه اگر سانسور بذاره.»

## دیدگاه موافقان و مخالفان
موافقان
- سید علی خامنه‌ای (رهبر جمهوری اسلامی) خطاب به سیروس مقدم:«یک تکه‌هایی از این کار شما را دیدم. … «پایتخت». خیلی خوب بود. یک فیلم ایرانی. من همیشه اعتراضم به هنرمندان این است که حتی دیالوگ‌ها را از روی کپی‌های فرنگی انتخاب می‌کنید. این، خب خیلی غلط و بد است. این نه، یک فیلم ایرانیِ کامل و درست است»[۲۰][۲۱]
- عزت‌الله ضرغامی در گفتگویی ضمن حمایت کامل از سریال پایتخت، بر ساخت فیلم‌ها و سریال‌هایی با محوریت قوم‌های مختلف ایرانی تأکید نمود.
- سید علی‌اکبر طاهایی (استاندار مازندران) نیز روز ۱۲ فروردین در ارتباط زنده تلفنی با رادیو ساری، از صدا وسیما به‌خاطر پخش برنامه‌های طنز و سرگرم‌کننده در نوروز و ایجاد نشاط و تزریق روحیهٔ شادی جمعی قدردانی کرد.[۲۲]
- ابوالفتح نیکنام (دبیر مجمع نمایندگان مازندران) نیز از پخش سریال نوروزی پایتخت قدردانی کرد.[۲۳]

مخالفان
- احمدعلی مقیمی (نماینده شرق مازندران) نسبت به این مجموعه اعتراض کرد و در نامه‌هایی خواستار قطع آن و عذرخواهی صداو سیما از مردم مازندران و مازندرانی‌های خارج از استان شد.[۲۴][۲۵]
- شجاعی کیاسری (نماینده مردم شهرستان‌های ساری) در مصاحبه‌ای از این فیلم انتقاداتی کرد.[۲۶][۲۷]
- امام‌جمعه بابلسر نیز در نخستین نمازجمعه سال۱۳۹۰ با انتقاد از این سریال گفت: «شما باید ببینید که مردم در این سریال‌ها چه می‌آموزند و نکات مثبت این‌ها در چیست؟»[۲۸]
- علی معلمی (نماینده مجلس خبرگان و امام‌جمعه قائم‌شهر) در خطبه نمازجمعه این شهر نیز از این سریال انتقاد نمود.[۲۹]
- نماینده مردم ساری در مجلس دربارهٔ ساخت این سریال تصریح کرد: کاری که این صداوسیما انجام داده است، علی‌رغم همه تذکرات، این کار را حتی استعمارگران اروپایی در کشورهای آفریقایی وقتی مشغول غارت آن‌ها بودند، انجام ندادند.[۳۰]
- سید هادی حسینی (نماینده مردم قائم‌شهر، سوادکوه، جویبار و سیمرغ) در پیگیری خبرنگار مهر دربارهٔ سریال «پایتخت ۳» با بیان اینکه این سریال هدف و پیام ندارد، اظهار کرد: هزینه‌هایی که برای این سریال شده است در واقع صرف سرمایه‌های نظام است بدون این‌که فایده آموزنده‌ای داشته باشد.[۳۱]
- نجمه واحدی، پژوهشگر و فعال حقوق زنان در ایران پس از پخش فصل پنجم سریال: حتی ما شاهد عادی‌سازی کودک‌همسری در پایتخت پنج بوده‌ایم، اما با این حال چیزی که پایتخت شش را شاخص‌تر از سری‌های قبل این مجموعه می‌کرد، کلیشه‌های جنسیتی بسیار پررنگ‌تر و جنسیت‌زدگی عریان این مجموعه نسبت به مجموعه‌های قبلی بود و دلیل آن هم ظاهر شدن «هما» و «فهیمه» با تغییر کاراکترها به سمت زنانی کلیشه‌ای بود.[۳۲][۳۳]
- عبدالحسین خسروپناه مدرس حوزه علمیه و دانشگاه در اظهار نظری در ارتباط با شخصیت‌ها و حواشی فصل ششم سریال پایتخت عنوان داشته: فارغ از نقدهایی چون اختلاط نامحرم، تعابیر بی‌ادبانه مخصوصاً نسبت به‌والدین، بی‌احترامی به نماز و حج و… ولکن نقد ریشه‌ای‌تر این سریال رویکرد ایران‌گریزی و ایران تضعیفی است که متأسفانه از دوره قاجار توسط مستشرقین و بعد روشنفکرنمایان داخلی دنبال می‌شود. این سریال با نشان دادن ایرانیانی که یا قاچاقچی (ارسطو) هستند یا روانی (بهبود) یا مسئول ناتوان و بی‌عرضه و منفعل (مالکی نماینده مجلس) یا دارای کمبود شخصیت (بهتاش) یا نوجوانان غرق در اینستاگرام و فضای مجازی (دختران دوقلو) یا مدعیان پرادعای هیچ‌کاره و فرصت‌طلب (نقی) یا مروج آرایشگری و رفتارهای نامناسب (رحمت و فهیمه) یا عقل کلی که در مواردی احساسی داوری می‌کند (هما)، برای بیننده مخصوصاً بیننده خارجی تصویر بسیار منفی علیه ایران می‌سازد[۳۴]
- احسان شاه‌قاسمی استاد دانشگاه تهران بعد از پخش فصل ششم سریال پایتخت با انتقاد از عدم توانایی برخی بازیگران این سریال برای یادگرفتن لهجه مازنی، آن‌ها را «بی‌استعداد» خواند و ضعف بازیگری و پیرنگ این سریال را ناشی از فساد و رانت در صداوسیما دانست.[۳۵]
- علیرضا شاه‌فضل قمصری، استاد معارف دانشگاه علوم پزشکی کاشان می‌گوید:[۳۶] «طبیعت کار این است هنگامی که می‌خواهید یک ناهنجاری را نقد کنید باید آن را به نمایش بگذارید و سپس نقد کنید. حال اگر در فیلم یا مجموعه‌ای یک ناهنجاری اجتماعی یا اخلاقی نمایش داده شد اما در فیلم مورد انتقاد قرار نگرفت، به معنای تأیید آن ناهنجاری از طرف سازنده فیلم می‌باشد ولی اگر پاسخ آن ناهنجاری در فیلم به شکلی نمایش داده شد، به معنای آن است که سازنده فیلم به دنبال نقد آن ناهنجاری بوده است. اما ناهنجاری‌های بسیاری در این فیلم مشاهده شد که اصلاً پاسخی به آن‌ها داده نشد و حتی به گونه‌ای مورد تأیید نیز قرار گرفت. به عنوان مثال آنجایی که بهتاش می‌خواهد خانه شخصی بگیرد، عکس‌العمل و پاسخ مناسبی به خانه مجردی در فیلم داده نشد.
همچنین دروغ‌های فراوانی که در فیلم بیان می‌شد، هیچگاه مورد نقد قرار نگرفت و فیلم مکرر نشان می‌داد که بسیاری از مشکلات را می‌توان با دروغ گفتن حل کرد. به هر حال این فیلم در کنار زیبایی‌های زیادی که دارد به لحاظ فیلم‌نامه باید تقویت شود تا آسیب‌های آن گرفته شود.»
- محمد محمدی مدیرکل فرهنگ و ارشاد اسلامی استان مازندران در اردیبهشت ۱۴۰۴ این سریال را به دلیل «تصویرسازی نادرست از مازندران» مورد انتقاد قرار داد و آن را «برای فرهنگ استان زجرآور» دانست.[۳۷]

## نقدها
مجموعه پایتخت از جهت مختلفی مورد نقد و بررسی قرار گرفته است. این بخش از مقاله به انتقادات وارده به مجموعهٔ تلویزیونی پایتخت می‌پردازد؛ انتقاداتی که حتی به احتمال وجود ستون پنجم فرهنگی دشمن در میان سازندگان این سریال نیز دامن زده است.

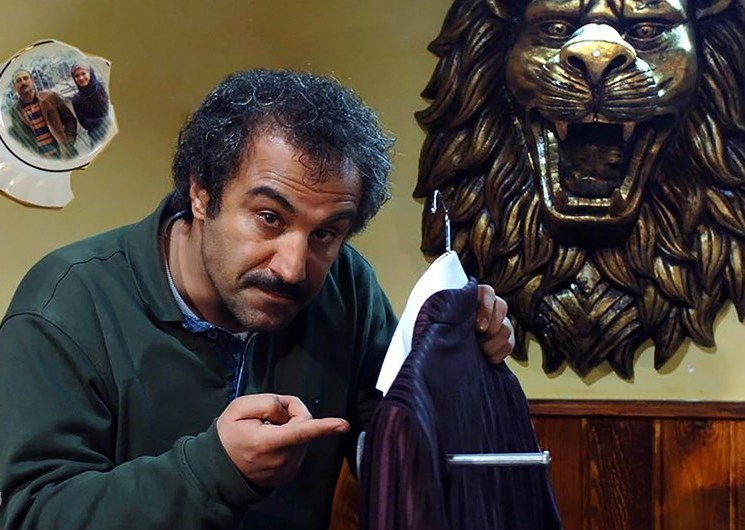
نقی معمولی در صحنه‌ای از سریال

### انتقادات اقتصادی
تبلیغات اسپانسرها
فصل سوم سریال پایتخت که در نوروز سال ۱۳۹۳ از تلویزیون ایران پخش شد، نمونه آشکار و بی‌سابقه‌ای از تبلیغات در سریال‌های ایرانی بود، به‌طوری‌که به بهانه‌های مختلف پروژه اطلس مال که حامی مالی سریال پایتخت بود در سکانس‌های مختلف تبلیغ می‌شد؛ با همه این‌ها این تبلیغات در هیچ‌یک از فصل‌های دیگر این سریال دیده نشد.

### سیاسی
مشروعیت بخشیدن به سیاست‌های نظام جمهوری اسلامی در سوریه

پوستر فصل پنجم سریال پایتخت که در آن لباس نظامی و ابزارآلات جنگی به چشم می‌خورند.

در فصل پنجم سریال شخصیت‌های اصلی داستان کاملاً اتفاقی در نبرد با گروهی از سربازان داعش در سوریه روبرو می‌شوند و بعد از درگیری با داعشی‌ها به دست نیروهای مدافع حرم نجات پیدا می‌کنند. قصه‌ای که هرچند همچون دیگر فصل‌های این سریال در قالب طنز پیش می‌رفت، اما در عین‌حال آشکارا به تبلیغ سپاه و مشروعیت بخشیدن به موضع حاکمیت دربارهٔ جنگ داخلی سوریه می‌پرداخت.
در قسمت اول فصل ششم که نوروز سال ۱۳۹۹ یعنی چندماه پس از گران شدن ناگهانی بنزین در آبان ۹۸ و به تبع آن اعتراضات گسترده مردمی، پخش شد، شخصیت اصلی سریال، نقی معمولی، با شنیدن قیمت بنزین جا می‌خورد و پس از آنکه مأمور پمپ بنزین به او یادآور می‌شود که بنزین گران شده است، می‌گوید: 《من هم صبح جمعه متوجه شدم》 پاسخی که در نگاه اول طعنه‌ای به حسن روحانی (رئیس‌جمهور) به نظر می‌رسد؛ ولی به عقیده برخی هدفش درواقع تقلیل و کوچک جلوه دادن گرانی بنزین در ذهن مردم است.

### سبک زندگی و فرهنگی
ترویج ازدواج و فرزندآوری
سازندگان سریال پایتخت حتی در دو قسمت پایانی فصل ششم پخش شده در نوروز ۱۴۰۰ هم، تبلیغ و تشویق به فرزندآوری و ازدواج را مدنظر داشتند. برای مثال یکی از رحمت (بازی هومن حاج‌عبداللهی) که در قسمت قبلی ازدواج کرده بود، پدر سه فرزند شد.
حاشیه‌سازترین مورد دربارهٔ ترویج ازدواج اما مربوط به فصل پنجم سریال است. زمانی‌که رحمت دختران دوقلوی یکی از شخصیت‌های سریال (نقی معمولی) یعنی سارا و نیکای حدوداً ۱۲، ۱۳ ساله را برای ازدواج با برادران دوقلوی خود در نظر گرفته است و نگران است که چطور آنها را از پدر غیرتی سارا و نیکا، خواستگاری کند. مسئله‌ای که در چند قسمت ابتدایی سریال ذهن «رحمت» را درگیر کرده و درنهایت با واکنش تند نقی و هما (پدر و مادر دو دختر) روبرو می‌شود.
مادر دوقلوها با گفتن این‌که این دخترها هنوز بچه هستند و در خلوت خودشان عروسک‌بازی می‌کنند، به‌صورت غیرمستقیم می‌خواهد به رحمت بفهماند که تفکر او مصداق مشروعیت بخشیدن به «کودک‌همسری» است. اما مطرح شدن چنین مسئله‌ای در داستان، واکنش زیادی از کاربران در شبکه‌های اجتماعی را در پی داشت و حتی سازندگان سریال را به واکنش واداشت و محسن تنابنده، نویسنده و بازیگر اصلی سریال گفت که موضوع کودک‌همسری را مطرح کرده است تا در قسمت‌های بعدی به مخالفت با آن بپردازد.

### اجتماعی
توهین قومی

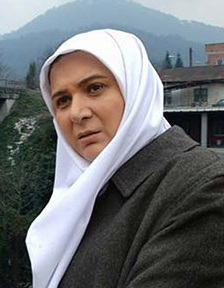
تصویری از ریما رامین‌فر در نقش هما سعادت در فصل ۳. این شخصیت مغز متفکر بین بقیه شخصیت‌ها است. این در حالی است که این شخصیت تهرانی است و لهجهٔ تهرانی دارد.

برخی معتقدند اغلب دیالوگ‌ها و موقعیت‌های شکل گرفته سریال پایتخت پنج، نوعی توهین مستقیم و آشکار به فرهنگ مردم مازندران است. کارشناسان معتقدند توهین و تمسخر لهجه‌ها در فیلم‌های سینمائی، سریال‌ها و همچنین پخش و انعکاس آن در رسانهٔ ملی کشور می‌تواند نفرت را میان مخاطبان این زبان‌ها به وجود بیاورد و در عین حال، بخشی از سیاست رسمی و رسانه‌ای کشور علیه قومیت‌ها تلقی گردد.
پخش سریال نوروزی پایتخت باعث اعتراضاتی از سوی مردم مازندران نیز شد. به باور معترضان دراین مجموعهٔ نوروزی لهجهٔ مازندرانی‌ها مورد تمسخر قرار گرفته است. معترضان خواستار عذرخواهی و قطع این سریال شدند. اوج گرفتن اعتراض‌ها علیه سریال پایتخت به باور برخی از جامعه شناسان و زبان‌شناسان ایرانی بیشتر ریشه در مشکلات اجتماعی و فرهنگی دارد.
پخش این سریال اعتراض مقام‌های استانداری، امامان جمعه و تشکل‌های دانشجویی استان مازندران را هم برانگیخت. هادی ابراهیمی، معاون امنیتی- سیاسی استاندار مازندران در گفتگو با رسانه‌ها اعلام کرد که در ایام نوروزی مردم با تماس با استانداری به این فیلم اعتراض کرده‌اند.
یکی از تاسف‌بارترین سمت‌گیری‌های رسانهٔ ملی در هر یک از شبکه‌های سراسری، موضع‌گیری قومی و ناسیونالیسم کور از جمله تعصبات دگماتیسمی شهری و تزریق شبهه برتری نژادی یا همان آپارتاید شهری به نفع خود و علیه اقوام موجود در یک ملیت یا شهرهای موجود در یک مملکت است.
 عقده گشایی‌های اخیر در سریال پایتخت که متأسفانه عزت اجتماعی و فرهنگ قومی مازندرانی‌ها را به شدت هدف قرار داده و به غیرواقعی‌ترین شکل ممکن به زبان، لهجه، رفتار، افکار، بافت خانوادگی، ارتباطات اجتماعی و اتفاقات محتمله در یک زندگی شمالی پرداخته، تنها و تنها یادآور تفکری تبعیض‌آمیز علیه هر قومیتی به جز قومیت تهرانی یا قومیت منسوب به رسانه‌ای‌های پایتخت‌نشین است.— معاون امنیتی-سیاسی استانداری مازندران
معاون استانداری مازندران دربارهٔ دلایل تحقیر لهجه مازندرانی گفته است: «این تفکر تا دیروز جهت ضد آذری و ضد گیلانی و تا حدودی هم ضد لری داشته، اما این روزها به خاطر دریافت جواب‌های دندان شکن از سوی اقوام غیور یادشده، تغییر مسیر داده و مازنی‌ها و لرها را به‌طور مستقیم هدف گرفته است».
دیگر معاون استانداری مازندران، گفته است: «تلاش کارگردان برای القاء برتری فرهنگی و اجتماعی پایتخت‌نشین‌ها بر قومیت‌های مقیم استان‌ها و این‌بار مازندرانی‌هاست که این نگرش‌ها ریشهٔ استعماری دارد».
یک حقوق‌دان اهل استان مازندران که از قید نامش خودداری کرد، در گفتگو با دویچه وله گفت: «افراد، چون این قضیه را توهین تلقی کردند، می‌توانند به استناد صحبت اخیر رهبری به‌عنوان «جرم توهین» شکایت کنند و این توهین از طرف هر کسی به هر شکلی انجام بگیرد، تحت پیگرد قرار می‌گیرد تا به‌حال در ایران کسی به جرم توهین به لهجه محکوم نشده است.»
همچنین حجت‌الاسلام لائینی، مسئول وقت شورای نگهبان مازندران، گفته است: «صداوسیما نباید با پخش چنین برنامه‌هایی خود را به نمایشخانه‌ای بی‌محتوا تبدیل کند. سازندگان این سریال حرمت مازندرانی‌های غیور را خدشه‌دار کرده‌اند و این موضوع موجب اعتراضات گسترده مردم و مسئولان استان شده است. نباید به بهانهٔ شادی و خنداندن مردم، قوم و فرهنگ خاصی را هتک حرمت کرد.»

### قومیتی
عدم تطابق با فرهنگ مازندرانی
برخی از صحنه‌های سریال پایتخت، نظیر خورشت قیمه در ولیمه نقی، هیچ نسبتی با فرهنگ غذایی مازندران ندارند؛ همچنین در برخی صحنه‌ها نظیر استقبال از زائران، می‌شد از سنت‌های مازندرانی استفاده کرد ولی این اتفاق رخ نداد که نشان‌دهندهٔ عدم مشاوره و ضعف در فیلم‌نامه است.

### سکانس‌های جنجالی
یکی از سکانس‌های جنجالی در فصل ششم پایتخت نمایش داده شد. این صحنه بازخورد گسترده‌ای در میان کاربران شبکه‌های اجتماعی داشت و به‌طور گسترده به اشتراک گذاشته و هم‌رسانی شد. در این صحنه که بهبود فریبا بر کتاره یا نرده صفه خانه نشسته و نیم‌رخ او به دوربین است؛ دست بی‌قرارش در حال لرزش و تکان خوردن است. نحوهٔ تکان خوردن دست، به باور بسیاری از بینندگان یادآور و تداعی‌کنندهٔ خودارضایی است.

## جوایز
پایتخت ۱
- برنده تندیس بهترین سریال از دومین دوره جشنواره جام‌جم (۱۳۹۱)
- برنده تندیس بهترین بازیگر مرد (محسن تنابنده) از دومین دوره جشنواره جام‌جم (۱۳۹۱)
- برنده جایزه ویژه هیئت داوران (محسن تنابنده) از دومین دوره جشنواره جام‌جم (۱۳۹۱)[۴۱]

پایتخت ۲
- برنده تندیس بهترین کارگردان (سیروس مقدم) از چهاردهمین دوره جشن دنیای تصویر (۱۳۹۳)[۴۲]
- برنده تندیس بهترین بازیگر مرد (محسن تنابنده) از چهاردهمین دوره جشن دنیای تصویر (۱۳۹۳)

پایتخت ۳
- برنده تندیس بهترین فیلم‌نامه (محسن تنابنده) از پانزدهمین دوره جشن دنیای تصویر (۱۳۹۴)[۴۳]
- برنده تندیس بهترین بازیگر زن (ریما رامین‌فر) از پانزدهمین دوره جشن دنیای تصویر (۱۳۹۴)
- برنده تندیس بهترین بازیگر مرد (محسن تنابنده) از شانزدهمین دوره جشن دنیای تصویر (۱۳۹۴)

پایتخت ۴
- برنده تندیس بهترین سریال از چهارمین دوره جشنواره جام‌جم (۱۳۹۶)[۴۴]
- برنده تندیس بهترین سریال از نظرسنجی تلویزیون (سه ستاره) (۱۳۹۵)
- برنده تندیس بهترین بازیگر مرد (محسن تنابنده) از نظرسنجی تلویزیون (سه ستاره) (۱۳۹۵)[۴۵]
- برنده تندیس بهترین بازیگر زن (نسرین نصرتی) از شانزدهمین دوره جشن دنیای تصویر (۱۳۹۵)
- برنده تندیس بهترین بازیگر مرد (احمد مهران‌فر) از شانزدهمین دوره جشن دنیای تصویر (۱۳۹۵)

پایتخت ۵
- برنده تندیس بهترین سریال از هجدهمین دوره جشن دنیای تصویر(۱۳۹۷)[۴۶]
- برنده تندیس بهترین فیلم‌نامه (محسن تنابنده) از هجدهمین دوره جشن دنیای تصویر (جشن حافظ) (۱۳۹۷)[۴۷]
- برنده تندیس بهترین بازیگر مرد (بهرام افشاری) از هجدهمین دوره جشن دنیای تصویر (۱۳۹۷)
- برنده تندیس بهترین سریال از جشنواره نوروزی صداوسیما (۱۳۹۷)
- برنده تندیس بهترین بازیگر زن (ریما رامین‌فر) از جشنواره نوروزی صداوسیما (۱۳۹۷)[۴۸]
- برنده تندیس بهترین سریال از پنجمین دوره جشنواره جام جم (۱۳۹۷)[۴۹]

پایتخت ۶
- برنده تندیس بهترین بازیگر کمدی مرد (محسن تنابنده) از بیستمین دوره جشن دنیای تصویر (جشن حافظ) (۱۳۹۹)[۵۰]

## یادداشت
1. ↑  سید علی خامنه‌ای در جلسه‌ای در سال ۱۳۸۹ خورشیدی، تمسخر لهجه را حرام دانست.